# Пянтег
Пянтег — село в Чердынском районе Пермского края России. В рамках организации местного самоуправления входит в Чердынский городской округ. Известно с 1579 года. С конца XVIII века до упразднения уездно-губернского деления волостной центр Пянтежской волости.

## География
Расположено на левом берегу Камы, расстояние до райцентра Чердынь — 40 км, до Перми — 336 км, высота над уровнем моря 127 м.

## История
Вблизи села находятся археологические памятники — городище Пянтег I и селище Пянтег I (родановская культура), стоянка Пянтег I
Поселение известно с 1579 года, как погост (центр округи) Пентег., с конца XVIII века было центром Пянтежской волости Чердынского уезда, затем, после советской административной реформы и до января 2006 года — центр Пянтежского сельского совета.
К 1617 году относится строительство древнейшей деревянной Богородицкой церкви, в середине XIX века, на месте сгоревшей ещё в 1768 году деревянной была сооружена каменная Ильи Пророка.
До 2020 года входило в состав Рябининского сельского поселения.

## Население
| 2010 | 2012 |
| ---- | ---- |
| 364  | ↗443 |

## Инфраструктура
Личное подсобное хозяйство с зоной сельскохозяйственного использования, индивидуальная застройка усадебного типа. 143 двора с население 443 человека на 2012 год.
В Пянтеге работает почта, средняя школа (школа в селе была основана в 1871 году), детский сад, амбулатория, дом культуры, библиотека им. Ф. Ф. Павленкова (действует с 1899 года), Пянтежское сельпо, 3 магазина.

## Транспорт
Село доступно автотранспортом.  